# 遠近競射
遠近競射（えんきんきょうしゃ）とは弓道の個人競技における順位決定方法。
遠近競射は「近寄せ」とも呼ばれる。
全日本選手権などの決勝で順位を決定する際には射詰（各競技者が一本ずつ矢を放ち、失中者を除いていく方法）が行われるが、的中を逸した同位者の順位を決める際には遠近競射を行う（優勝者決定は射詰で行う）。各競技者は順々に同じ的に矢を一本ずつ放ち、矢が的の中心に近い者が上位となる。この際、掃け矢（的に届かずに地面を滑った矢）は最下位となる。的中していない場合でも、的に近い矢が上位となる。
的は直径36cmで、的に細い線で同心円を多数描いた「霞的」が使用される。
| スタブアイコン | サブスタブ | この項目は、まだ閲覧者の調べものの参照としては役立たない、スポーツに関連した書きかけの項目です。この項目を加筆・訂正などしてくださる協力者を求めています（P:スポーツ/PJ:スポーツ）。 |